# Какое отношение мы имеем к революции?
«При чём здесь мы, когда кругом революция!?» (итал. Che C ` entriamo Noi Con La Rivoluzione?; исп. Que Nos Importa La Revolucion!; англ. What Am I Doing In The Middle Of Revolution?) — художественный фильм в жанре спагетти-вестерн режиссёра Серджо Корбуччи, снятый в Италии в 1972 году. Общее время фильма — 103 минуты. Премьера фильма состоялась 19 декабря 1972 года в Италии.
Согласно режиссёру Серджо Корбуччи, название фильма стоит понимать как «Что я делаю, когда кругом — западное кино?». Фильм завершает трилогию о Мексиканской революции, в которую также входят «Наёмник» и Compañeros. Фильм является смесью комедии и политической басни.

## Сюжет
Дон Альбино Монкарелли (Паоло Вилладжо) и Гуидо Гуиди (Витторио Гассман) срочно нужны деньги, поэтому они сражу же хватаются за предложение некого Пеппино Гарибальди (Рикардо Гарроне), у которого среди родственников похоже числится известный Джузеппе Гарибальди. Во время путешествия по Мексике герои случайно оказываются втянуты в революционные события (1910—1920).

## В ролях
- Витторио Гассман
- Паоло Вилладжо
- Рикардо Гарроне
- Лео Анчорис
- Розанна Янни

## Съёмочная группа
- Режиссёр — Серджо Корбуччи
- Композитор — Эннио Морриконе
- Продюсер — Марио Чекки Гори

## Саундтрек
- 2010 — Che C`entriamo Noi Con La Rivoluzione? [4]